# مدرسة كاملوبس الهندية السكنية

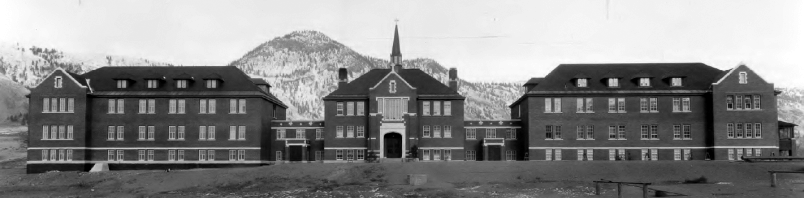
مدرسة كاملوبس الهندية السكنية (1930)

كانت مدرسة كاملوبس الهندية السكنية (بالإنجليزية: Kamloops Indian Residential School)‏ جزءًا من نظام المدارس السكنية الهندية الكندية. تقع في كاملوبس، كولومبيا البريطانية، كندا، وكانت ذات يوم أكبر مدرسة سكنية في كندا، حيث بلغ التسجيل ذروته ليصل إلى 500 في الخمسينيات.
تأسست المدرسة في عام 1890 واستمرت في العمل حتى عام 1969، عندما استولت عليها الحكومة الفيدرالية من الكنيسة الكاثوليكية لاستخدامها مدرسةً نهارية. جرى إغلاق المدرسة عام 1978 ولا يزال مبنى المدرسة قائمًا حتى اليوم، ويقع في Tk'emlups te Secwépemc الأمم الأولى. :14
في مايو 2021، عُثر على رفات 215 طفلاً مدفونة في موقع المدرسة، بمساعدة أخصائي رادار مخترق للأرض.

## التاريخ
تأسست مدرسة كاملوبس الهندية السكنية في عام 1893، بعد افتتاحها في البداية في عام 1890 باسم مدرسة كاملوبس الصناعية التي تهدف إلى تثاقف أطفال السكان الأصليين. حصل جيه دي روس من كاملوبس على عقد قيمته 10000 دولار لإقامة المجموعة الأولية من مباني المدارس الصناعية في أبريل 1889. كان ميشيل هاجان أول مدير للمدرسة الصناعية، واستقال في عام 1892، وفي ذلك الوقت كلفت الحكومة Oblates of Mary Immaculate بإدارة المدرسة. واستمرت المدرسة باسم مدرسة كاملوبس الهندية السكنية حتى عام 1977، وتقع على أراضي التقليدية لشعب Secwepemc (Secwépemcúl'ecw). كان المبنى أول موقع لمتحف Secwepemc، الذي افتُتح عام 1982.
في عام 1927، صار جون دوبلانيل مديرًا للمدرسة خلفا لـ جيه ماجواير، وذلك بعد تعيين ماجواير أمينًا على كنيسة القديس باتريك في ليثبريدج، ألبرتا. تولى GP Dunlop منصب رئيس المدرسة في عام 1958، وانتقل من منصب في مدرسة Eugene Mission Indian في كرانبوك، كولومبيا البريطانية.
التحق المئات من أطفال Secwepemc بالمدرسة، وجرى ترحيل العديد منهم قسراً من منازلهم بعد إدخال قوانين الحضور الإلزامية في عشرينيات القرن الماضي. لم يُسمح للأطفال الذين التحقوا بالمدرسة بالتحدث بلغتهم الأم Secwepemctsin وجرى جلدهم لاستخدامها. ظهرت المدرسة في فيلم عام 1962 بعنوان «عيون الأطفال». الفيلم من إنتاج جورج روبرتسون، يتتبع الفيلم 400 طالب أثناء استعدادهم لعيد الميلاد وبُث على قناة سي بي سي في يوم عيد الميلاد. في وقت من الأوقات، كانت أكبر مدرسة سكنية كندية. كان السياسي الكندي ليونارد مارشاند من بين العديد من الطلاب الذين التحقوا بالمدرسة. وذكر جورج مانويل - أحد طلاب المدرسة- أن أقوى ثلاث ذكريات له عن المدرسة هي: «الجوع؛ التحدث باللغة الإنجليزية؛ ومناداتي بالوثني بسبب جدي». :191
في 24 ديسمبر 1924، دمرت النيران جناح الفتيات بالمدرسة، مما أجبر 40 طالبة على الخروج بملابسهم الليلية فقط وكان الجو باردًا يصل إلى −10 °م (14 °ف). بعد ثلاث سنوات، في عام 1927، خلص تقرير يلخص الظروف في المدرسة إلى أن البناء السيئ للمباني في المدرسة أدى إلى «العديد من الإصابات ونزلات البرد والتهاب الشعب الهوائية والالتهاب الرئوي» خلال الشتاء السابق. :55 خلال تفشي إنفلونزا عام 1957 في كولومبيا البريطانية، أفاد مسؤول الصحة في منطقة كاملوبس، DM بلاك، أن نصف الطلاب في المدرسة كانوا مرضى. في ذلك الوقت، اعترف مسؤولو الصحة في جامعة كولومبيا البريطانية أن معدل الإصابة كان «أكثر بقليل من المعتاد، لكنه ليس مصدر قلق خطير».
في عام 2015، قررت لجنة الحقيقة والمصالحة أن المدارس الداخلية هي نظام «إبادة ثقافية». وخلصت إلى أن 4100 طالبًا على الأقل ماتوا أثناء التحاقهم بالمدارس، وكثير منهم ماتوا بسبب سوء المعاملة أو الإهمال أو المرض أو الحوادث.

### الرقص الشعبي
أدارت المدرسة برنامجًا للرقص الشعبي للفتيات لأكثر من عقد. :479 جرى إطلاق البرنامج في الأربعينيات من قبل الراهبة الأيرلندية آن ماري، وركز البرنامج في البداية على الرقص الأيرلندي الذي توسع لاحقًا ليشمل الرقص الشعبي من الثقافات الأوروبية الأخرى بمساعدة ماري ليونيتا. :479 في عام 1960، ظهر راقصات من البرنامج خلال معرض المحيط الهادئ الوطني. في نفس العام، جرى منح المجموعة كأس ميلفا دوير في مسابقة الرقص الشعبي في مهرجان ييل-كاريبو الموسيقي. :479 في عام 1962، حصلت المدرسة على درع نورمان داي كونفدرالية الحياة، بعد حصولها على المراكز الثلاثة الأولى في مسابقة الرقص الشعبي تحت 18 عامًا في مهرجان أوكاناجان للموسيقى. في يوليو 1964، تمت دعوة فتيات من المدرسة إلى المكسيك لتقديم عروض في سلسلة من المهرجانات، وكان مسؤولو السفارة الكندية يطلقون عليهم لقب «أفضل السفراء من كندا». جمع فرسان كولومبوس الأموال اللازمة للرحلة. في نفس العام توقف برنامج الرقص بسبب عدم وجود مدرب، بعد نقل ماري ليونيتا، قائدة الفرقة، من المدرسة. على الرغم من أن البرنامج حظى بالكثير من الثناء، إلا أن الطالبات أبلغن عن استعمال عقوبات قاسية بما في ذلك الضرب Shillelagh (club) أو الإذلال الشديد عند ارتكاب الأخطاء. :484

## اكتشاف مقابر جماعية
في مايو 2021، عُثر على رفات 215 طفلاً مدفونة في موقع المدرسة، بمساعدة أخصائي رادار مخترق للأرض. كانت هناك شائعات منذ فترة طويلة عن قبور لا تحمل علامات في المدارس الداخلية، لكن لم يجري الكشف عن أي منها من قبل. أشارت روزان كاسيمير، رئيسة الأمة الأولى في Tk'emlups te Secwepemc، إلى أنه يُعتقد أن الوفيات غير موثقة وأن العمل جار لتحديد ما إذا كانت السجلات ذات الصلة محفوظة في متحف كولومبيا البريطانية الملكية. وقالت أيضًا إن المسح بالرادار لم يكتمل بعد، وتتوقع المزيد من الاكتشافات.
في بيان صادر عن هيئة الصحة للأمم الأولى، قال الرئيس التنفيذي ريتشارد جوك: «إن وجود هذا الوضع ليس مفاجئًا للأسف ويوضح الآثار الضارة والدائمة التي لا يزال نظام المدارس السكنية يُخلفها على أفراد الأمم الأولى وأسرهم ومجتمعاتهم..» وقال جون هورغان، رئيس وزراء كولومبيا البريطانية، إنه شعر «بالرعب والحزن» عند اكتشافه، وأنه يؤيد بذل المزيد من الجهود لكشف «المدى الكامل لهذه الخسارة». كما عرض الوزير الفيدرالي لخدمات السكان الأصليين، مارك ميللر، دعمه.

## روابط خارجية
- مدرسة كاملوبس الهندية السكنية - موقع أرض موقع Secwepemc
- تاريخ شعب Secwepemc - موقع ويب Secwepemc